# Beitbridge
Beitbridge – miasto w Zimbabwe, w prowincji Matabeleland Południowy. Według danych szacunkowych na rok 2013 liczy 38 945 mieszkańców.